# Вакарчук, Святослав Иванович
Святосла́в Ива́нович Вакарчу́к (укр. Святослав Іванович Вакарчук; род. 14 мая 1975, Мукачево, Закарпатская область) — украинский музыкант, автор песен, политический деятель. Лидер группы «Океан Ельзи». Заслуженный артист Украины (2005). Национальная легенда Украины (2025).
Народный депутат Верховной Рады Украины VI и IX созывов. Председатель политической партии «Голос» (2019—2020).

## Биография
Родился 14 мая 1975 года в Мукачево в семье физика, будущего ректора Львовского университета и министра образования Украины Ивана Вакарчука.
Отец — Иван Александрович Вакарчук (1947—2020), украинец, родом из молдавского села Старые Братушаны.
Мать — Светлана Александровна Вакарчук (род. 2 июня 1947 г.), украинка, родилась в г. Мукачево (Закарпатская обл., Украина), куда в 1946 году по распределению по линии образования была направлена её мать, бабушка Святослава, Нина (род. 1917 г. в г. Могилев-Подольский, Винницкая обл., Украина), Заслуженный учитель Украины.
Родители познакомились во время учёбы во Львовском университете. Создав семью, остались жить во Львове. Мать Святослава перед родами первенца уехала в Мукачево. Через 2 месяца после рождения Святослава, семья Вакарчуков вернулась во Львов, где и проживает постоянно.
Окончил школу № 4 с углублённым изучением английского языка с серебряной медалью. Два года занимался в музыкальной школе по классу скрипки, параллельно изучая игру на баяне.
В школьные годы принимал участие в КВН, создании школьного театра, активно занимался баскетболом.
C 1991 по 1996 год учился на физическом факультете Львовского национального университета имени Ивана Франко (специализация — теоретическая физика). Второе высшее образование — экономист-международник.
В 1996 году поступил в аспирантуру кафедры теоретической физики того же университета. Тема кандидатской диссертации — «Суперсимметрия электронов в магнитном поле» (позже один из альбомов С. Вакарчук назвал «Суперсиметрія», а одну из песен — «Susy» (аббревиатура от SUperSYmmetry). В 2015 году стал стипендиатом программы Yale World Fellow Йельского университета.
В 2013 году вместе с другими музыкантами «Океана Ельзи» был оштрафован за нарушение миграционного законодательства России. Коллектив 2 ноября 2013 года выступил на концерте в Саратове в ледовом дворце спорта «Кристалл». Сотрудники управления ФМС России выявили, что разрешительных документов на осуществление трудовой деятельности на территории РФ музыканты не оформляли. Участники группы были привлечены к административной ответственности по ст. 18.10 КоАП РФ на сумму 18 тыс. рублей. Организаторы концерта были оштрафованы на 225 тыс. рублей по ст. 18.15 КоАП РФ.
Помимо родного украинского, свободно владеет английским, польским и русским языками.
По оценке еженедельника «Корреспондент», Святослав Вакарчук ежегодно входит в первую сотню влиятельных и известных людей на Украине.
25 августа 2021 года у Вакарчука родился сын Иван, названный в честь отца Вакарчука.
6 марта 2022 года вступил в ряды территориальной обороны Львова.

### Творческая деятельность
Группа «Океан Ельзи», благодаря творчеству которой С. Вакарчук стал известным (является автором большинства текстов и музыки, вокалист, лидер группы), была создана в 1994 году. После окончания университета Вакарчук мог продолжать учёбу за границей, но всё-таки выбрал карьеру музыканта. Группа удачно выступила на нескольких фестивалях, и Святослав вместе с «О. Е.» поехал в Киев записывать дебютный диск «Там, де нас нема» (1998).
Святослав Вакарчук как посол доброй воли Программы развития ООН для молодёжи на Украине принимал участие во многих социальных и культурных проектах.
В 2008 году выпустил первый сольный альбом «Вночі», записанный вместе с музыкантами «Океана Эльзы» и 30 другими приглашёнными музыкантами.
В 2010 году группа выпустила седьмой альбом «Dolce Vita», с которым объездила в рамках промотура Россию, Европу, Азию и Северную Америку.
В начале 2011 года Вакарчук совместно с другими украинскими музыкантами (Сергей Бабкин, Макс Малышев, Дмитрий Шуров и Пётр Чернявский) создают музыкальный проект «Брюссель» и выпускают одноимённый альбом, с которым совершают концертный тур.
В августе 2013 года Вакарчук записал видеообращение с призывом помочь пострадавшим от наводнения в Амурской области РФ: «Мы часто с группой бывали на гастролях на Амуре, знаем, как там красиво, самое главное, знаем, какие хорошие, добрые, отзывчивые люди живут там, в этом краю. И сейчас к ним, вместе с водой, пришла большая проблема — наводнение на Амуре. …Призываем всех, кто может, и всех, кому это небезразлично,…оказать посильную помощь пострадавшим. Мы, например, так уже сделали»
В 2013 году Вакарчук уже в рамках «Океана Ельзи» выпускает альбом «Земля», с которым совершает большой тур по Украине. Часть концертов в России в поддержку этого альбома была отменена с российской стороны из-за противоположных взглядов и оценки политических событий на Украине. В этом же году выступил на конкурсе «Новая волна» спев песню Леонида Агутина «Я буду всегда с тобой».
В 2013—2016 годах Вакарчук принимал участие в украинском шоу «Голос країни» в качестве наставника молодых музыкантов.
В апреле 2017 года Святослав Вакарчук в своём Твиттер-блоге выразил соболезнования в связи с гибелью людей в результате теракта в Санкт-Петербурге: «Ужасная новость из Питера… Искренние соболезнования семьям погибшим от взрыва в метро!»
По данным издания «Страна.ua», группа «Океан Эльзы» во главе со Вакарчуком занимает[когда?]

 первое место среди украинских музыкантов по размеру денежного вознаграждения за выступление на корпоративе — 50 тыс. долларов США.
С конца 2018 года на своем канале[уточнить] Вакарчук начал записывать разговорные блоги, тема которых политическая ситуация на Украине и выборы президента Украины.

## Политическая активность
На выборах 1999 года выступал с некоторыми другими артистами в туре в поддержку кандидата в президенты Леонида Кучмы. На выборах 2004 года активно поддерживал на тот момент оппозиционного лидера Виктора Ющенко. Святослав Вакарчук был активным участником «Оранжевой революции», выступал на концертах в поддержку Виктора Ющенко на Майдане Независимости вместе с Русланой, Олегом Скрипкой и другими музыкантами и певцами. Святослав Вакарчук в качестве посла доброй воли Программы развития ООН для молодёжи на Украине принимает участие во многих социальных и культурных проектах.
30 сентября 2007 года принял участие во внеочередных выборах в Верховную раду 15-м номером в списке пропрезидентского блока «Наша Украина — Народная самооборона». Был избран народным депутатом по многомандатному общегосударственному округу. 23 ноября 2007 получил депутатские полномочия.
Был членом Комитета Верховной рады по вопросам свободы слова и информации, а также членом групп по межпарламентским связям с Российской Федерацией и другими странами.
Во время выполнения полномочий народного депутата Украины не подал ни одного законопроекта. Он предложил две поправки к законопроектам, одну из которых приняли. Вакарчук дважды выступал с парламентской трибуны.
11 сентября 2008 года Святослав Вакарчук написал заявление о сложении депутатских полномочий. 16 декабря 2008 года Верховная рада приняла постановление № 664-VI о досрочном прекращении полномочий народного депутата Украины С. Вакарчука в связи с упомянутым заявлением.
Три месяца Вакарчук числился депутатом, хотя не работал им. Из-за этого распространилась информация, что Святослав Вакарчук пропустил много рабочих заседаний парламента: 44 % и даже более 70 % от общего количества заседаний. Если считать работу Вакарчука с момента избрания и до написания заявления о сложении полномочий, пропуски составили 9 %.
В 2013—2014 годах являлся активным участником политических протестов на Евромайдане. Впервые появился на Евромайдане после попытки его разгона в ноябре, заявляя о недопущении применения силы к мирным протестующим. 14 декабря 2013 года проходил концерт (в оригинальном составе группы «Океан Ельзи») на площади Незалежности в Киеве в поддержку протестующих. Вакарчук отметил, что поддержал протесты из-за избиения людей, которые вышли выразить своё мнение, и что он поддержал бы их даже если бы они выступали за сближение с Россией и против Евроинтеграции. 22 февраля 2014 года Вакарчук помог освободить народного депутата Нестора Шуфрича, которого толпа схватила у входа в Верховную Раду.
В 2015 году стал участником всемирной стипендиальной программы Йельского университета «Yale World Fellow 2015», направленной на построение сети новых мировых лидеров и расширение международного взаимопонимания. В декабре 2016 года в эфире белорусского канала «Беларусь 1» выступил против создания черных списков артистов, которым запрещен въезд на Украину.
В 2015 году выступал перед российскими бизнесменами в Монако и в Майами.
В ноябре 2016 года Вакарчук выступил против введения квот на радиостанциях, по которым половина программ должна вестись на украинском языке. Музыкант отметил, что появление низкокачественных программ будет создавать комплекс неполноценности у слушателей. Также, по его мнению, это приведёт к ситуации, когда квота будет выполняться лишь формально, что приведёт к её абсурдизации.
В марте 2017 года социологическая группа «Рейтинг» и социологическая служба «Социс» опубликовали совместный рейтинг популярности украинских политиков, претендующих на пост президента страны, согласно которому Вакарчук набирал 12,3 % поддержки избирателей (при 13,2 % у действующего главы государства Петра Порошенко и 12,9 % у Юлии Тимошенко). Однако уже после публикации этих данных директор социологической группы «Рейтинг» Алексей Антипович заявил, что эти цифры не отражают реальности. По различным опросам службы, рейтинг Вакарчука составлял от 3 до 5 процентов: «Какой показатель должен быть у компании „Социс“, чтобы у нас двоих получилось в среднем 12 %? В таком случае у них должно быть 19 %. Наши 5 % и их 19 % — вот и выходит в среднем 12 %. Вы сами верите в 19 % Вакарчука? Поэтому откуда берутся такие цифры нам неизвестно». По данным «Рейтинга» за июнь 2018 года, рейтинг Вакарчука находится на одном уровне с Порошенко и председателем Радикальной партии Олега Ляшко — по 8,6 % опрошенных (5-7 места).
Вопреки ожиданиям не выставлял свою кандидатуру на президентских выборах 2019 года. Публично не поддержал никого из тех, кто участвовал в выборах. Однако снял видеоролик «Голосуй не по приколу», в котором призвал голосовать «ответственно» и не «по приколу». Ролик получил большое кол-во дизлайков и раскритикован, так как многими был воспринят как выпад в сторону кандидата в президенты Зеленского, который является комиком, и поддержка Порошенко. Позже Вакарчук отрицал эти обвинения.
В мае объявил, что идёт на досрочные парламентские выборы как лидер партии «Голос». Был избран депутатом Верховной Рады IX созыва.
В марте 2020 года против Вакарчука выдвинуто обвинение по поводу ухода от налоговых выплат через возможное сокрытие им гонораров от концертной деятельности на 12,9 млн гривен. По словам генпрокурора Украины Ирины Венедиктовой, данные Вакарчука были внесены в Единый реестр досудебных расследований по заявлению политика Андрея Портнова. Однако, это было сделано без акта налоговой проверки, что, как заметила Венедиктова, явилось нарушением. Кроме того, по словам Венедиктовой, вносить в реестр информацию о деятельности народного депутата, согласно закону, имеет право только генеральный прокурор. Таким образом, «дело о сокрытии гонораров», инициированное с нарушениями процедуры, не получило развития.

В марте 2020 года покинул пост председателя парламентской партии «Голос». 11 июня 2020 года объявил о сложении мандата депутата Верховной рады Украины. 18 июня Верховная Рада отказалась прекратить полномочия Вакарчука, так как решение поддержали 175 народных депутатов при минимально необходимых 226. После этого написал у себя в фэйсбуке: «Поскольку собственные решения я не меняю, то единственный выбор, который ВР мне оставила по закону, это: сначала выйти из фракции, а потом быть исключенным съездом партии из избирательного списка, что, согласно Конституции, автоматически приведет к потере мной депутатского мандата». 19 июня председатель Верховной Рады Дмитрий Разумков во время утреннего заседания парламента объявил «о выходе народного депутата Украины Вакарчука Святослава Ивановича из состава депутатской фракции политической партии „Голос“». Как отмечают, проработав таким образом в Верховной раде Украины девятого созыва чуть более девяти месяцев, он запомнился не только резкими критическими заявлениями в адрес провластной «Слуги народа» и лично президента Владимира Зеленского, но и несколькими скандалами.

## Награды
- Орден Свободы (22 января 2016) — за значительный личный вклад в государственное строительство, социально-экономическое, научно-техническое, культурно-образовательное развитие Украинского государства, дело консолидации украинского общества, многолетний добросовестный труд[58][59]
- Заслуженный артист Украины (23 августа 2005) — за значительный личный вклад в социально-экономическое, научное и культурное развитие Украины, весомые трудовые достижения и активную общественную деятельность[2]
- Почётный гражданин Львова (2015)[60]
- Почётный гражданин Киева (2015)
- Премия Василия Стуса (2014)[61]

## Доходы
Вакарчук проживает в одной из элитных высоток в центре Киева на улице Князей Острожских в двухэтажной квартире. Его соседями являются известные политики Вячеслав Кириленко, Пётр Симоненко и Олег Ляшко.
В декабре 2015 года Святослав Вакарчук приобрёл внедорожник Range Rover с 5-литровым мотором, цена на который на Украине начинается от 4,9 млн гривен.
Доход Вакарчука за 2015 год составил 13 млн гривен (500 тыс. долларов США).
За 2019 год он задекларировал более 3,5 миллиона гривен дохода, две квартиры, рояль и четыре автомобиля.

## Семья
- Отец — Иван Александрович Вакарчук (1947—2020), депутат Верховного Совета СССР (1989—1991), бывший министр образования и науки Украины (2007—2010), ректор Львовского университета (1990—2007, 2010—2013)[66][67].
- Мать — Светлана Александровна Вакарчук (род. 2 июня 1947) была преподавателем физики, доцент Львовской национальной академии ветеринарной медицины им. С. Гжицкого[67].
- Брат — Олег Вакарчук (род. 18 июня 1980), банковский работник[67].
- Бывшая жена (2000—2021) — Ляля Фонарёва (род. 25 апреля[68] 1973). Парикмахер-стилист, дизайнер. Работала арт-директором, стилистом и фотографом «Океана Эльзы», снималась в клипе на песню «Холодно»[69]. Была женой стилиста Владимира Тарасюка[70]. Святослав и Ляля прожили в гражданском браке 15 лет, в 2015 году официально стали мужем и женой. У Ляли есть дочь Диана от первого брака, снималась в клипе «Я не здамся без бою»[69][71].
- 19 июня 2021 года у Вакарчука родился сын Иван. Был назван в честь своего деда, отца Святослава[72]. По сообщениям СМИ, мать Ивана — режиссёр рекламных клипов и сериалов, работает в компании Radioactive[11].